# Ивона Пантелић
Ивона Пантелић (12. јул 1996, Београд), познатија само као Ивона, српска је кантауторка, ТВ и радио водитељка. 
Ивона је осам година је ишла у школу глуме и спремала се да упише Факултет драмских уметности, али како није успела из прве, уписује Универзитет Унион Никола Тесла. Два пута учествује на Песми за Евровизију, 2022. и 2023. године. Сама пише музику и текстове за своје песме, осим на српском, често и на енглеском језику. Дејан Пантелић, српски новинар и водитељ, њен је стриц. Била је две године у вези са репером Урошем Радивојевићем Нумером. Води преподневни програм на радију С1 и ради као ТВ водитељ за Скај мјузик продукцију.

## Дискографија

### Синглови
- Tranquilla (2019)
- 5 минута са Нумером (2021)
- Знам - Песма за Евровизију 2022 (2022)
- Поново (2022)
- Merci - Скале 2022 (2022)
- У ноћима - Песма за Евровизију 2023 (2023)
- Махагони (2024)